# 蔡子英
蔡子英，永宁人，元朝至正年间进士，元末明初政治人物。
其曾任察罕帖木儿幕僚，后担任行省參政。元朝灭亡后，其与擴廓帖木兒一道迁移到定西。兵败后，单骑到关中，藏到南山。朱元璋听闻其才能，派人画起肖像抓捕。后被捕后，被绑着见湯和，一直鞠躬却不拜见。要其跪下却不从。湯和大怒，并用火点燃其胡须，蔡子英仍浩然不动。其妻子正好也被贬到洛阳，蔡子英避而不见。被押送到南京后，朱元璋礼遇并授官。蔡子英上书表示感谢但执意不肯。朱元璋在看后，更加器重蔡子英，并授其儀曹职位。忽然有一天，蔡子英大哭，旁人问原因，蔡子英表示思念旧主。朱元璋得知后，知不可夺其志，遂派人送其出塞。